# Nodaria hispanalis
Nodaria hispanalis là một loài bướm đêm trong họ Noctuidae.